# Отто Верба
Отто Рудольф Верба (німецькі оперативні псевдоніми «Отто Вербе», «Отмар Вербе», «доктор Отто Долль»; 2 листопада 1900, м. Годонін, Чехія, Австро-Угорщина — липень 1944, біля м. Люблін) — судетський німець, четар Української галицької армії, співробітник німецької військової розвідки в період Другої світової війни, зондерфюрер .

## Життєпис

Отто Верба (ліворуч в шоломі) та генерал Зігфрід Генріці під час огляду калмицьких добровольців. 1942 рік.

Народився 1900 року у місті Годонін в Чехії, за походженням судетський німець.
У віці 18 років, ще будучи курсантом військової академії, приєднався до Української галицької армії. Служив старшиною 4-го куреня 11-ї Стрийської бригади УГА. Після переходу армії за Збруч продовжив службу у цій же бригаді, яку тимчасово включили до склладу Залізної дивізії Армії УНР.
Після закінчення війни емігрував до Німеччини. Одружився з українкою, закінчив університет та працював архітектором і займався бізнесом. 
У 1929-1930 працював у консульстві Німеччини в Одесі. 
У червні 1941 року вступив на службу в Абвер і був визначений до «Абвергрупи-103».
У вересні 1942 року прибув на окуповану територію Калмицької АРСР як керівник групи особливого призначення «Журавель» (Sonderkommando Kranich), яка перебувала в оперативному підпорядкуванні «Абвергрупи-103». Зондеркоманда мала в своєму розпорядженні власний радіопередавач. Місцем постійної дислокації групи Долля була Еліста, проте на практиці співробітники групи працювали на всій окупованій території Калмикії та суміжних територіях .
У вересні 1942 року командир 16-ї моторизованої дивізії генерал-майор Зігфрід Генріці сформував в Елісті калмицький кавалерійський ескадрон із місцевого населення та полонених червоноармійців.
Надалі було створено другий ескадрон. Пізніше, обидва калмицькі кавалерійські ескадрони були передані з підпорядкування 16-ї моторизованої дивізії в підпорядкування армійського командування і отримали нове найменування :
На групу Долля було покладено керівництво діяльністю калмицькими формуваннями.
До кінця листопада 1942 на боці німців воювало 4 ескадрони калмиків, об'єднаних в «калмицьке з'єднання доктора Долля» (нім. Kalmüken Verband Dr. Doll). Вони використовувалися німцями для охорони об'єктів, несення патрульної служби, охорони флангів німецьких підрозділів, ведення розвідки та спостереження, боротьби з радянськими партизанами та розвідувально-диверсійними групами .
Надалі число ескадронів збільшилося і з'єднання доктора Долля було переформовано в Калмицький кавалерійський корпус .
Навесні 1944 року під керівництвом Отто Долля з калмицьких легіонерів абвером було підготовлено десантний підрозділ, призначений для перекидання на територію Калмикії з метою ведення диверсійно терористичної діяльності в радянському тилу та організації антирадянського повстання на території Калмикії (операція «Солене озеро») .
Спробу німців перекинути «калмицький корпус» на територію СРСР було зірвано активними заходами органів військової контррозвідки «Смерш» ДКО СРСР.
У липні 1944 року під час проведення німецької антипартизанської операції «Штурмвінд» у районі Любліна (Польща) керував діями Калмицького корпусу, зник безвісти під час бою з партизанами Армії Людової.